# آمادو توره
آمادو توره (انگلیسی: Amadou Touré؛ زادهٔ ۲۷ سپتامبر ۱۹۸۲) بازیکن فوتبال اهل بورکینافاسو بود.
از باشگاه‌هایی که در آن بازی کرده است می‌توان به باشگاه فوتبال تور اشاره کرد.
وی همچنین در تیم ملی فوتبال بورکینافاسو بازی کرده است.